# Olaf Schmidt
Pour les articles homonymes, voir Schmidt.
Olaf Schmidt est un sauteur à ski est-allemand.

## Biographie
En janvier 1980, Schmidt participe à son unique étape de Coupe du monde, à Zakopane, y terminant troisième et quatrième.

## Palmarès

### Coupe du monde
- Meilleur classement général : 33e en 1980.
- 1 podium : 1 troisième place.